# Bridgeport (Nebraska)
Bridgeport is een plaats (city) in de Amerikaanse staat Nebraska, en valt bestuurlijk gezien onder Morrill County.

## Demografie
Bij de volkstelling in 2000 werd het aantal inwoners vastgesteld op 1594.
In 2006 is het aantal inwoners door het United States Census Bureau geschat op 1494, een daling van 100 (-6,3%).

## Geografie
Volgens het United States Census Bureau beslaat de plaats een oppervlakte van
2,5 km², geheel bestaande uit land. Bridgeport ligt op ongeveer 1117 m boven zeeniveau.

## Plaatsen in de nabije omgeving
De onderstaande figuur toont nabijgelegen plaatsen in een straal van 36 km rond Bridgeport.